# Sveriges ambassad i Riyadh
Sveriges ambassad i Riyadh är Sveriges diplomatiska beskickning i Saudiarabien som är belägen i landets huvudstad Riyadh. Beskickningen består av en ambassad, ett antal svenskar utsända av Utrikesdepartementet (UD) och lokalanställda. Ambassadör från september 2022 är Petra Menander.

## Historia
Diplomatiska förbindelser med Saudiarabien upprättades 1957. Den svenska ambassaden är belägen sedan 1983 i huvudstaden Riyadh. Det finns även ett svenskt honorärkonsulat i Jidda.
Sveriges fick sin första ambassadör till Omans huvudstad Muskat 1974. Denne var då sidoackrediterad från den svenska ambassaden i Jidda. Mot bakgrund av bland annat exportutveckling och ökade aktiviteter från svenska företags sida öppnades ett ambassadkansli i Muskat 1986, som underställdes ambassaden i Riyadh. Ambassaden kom att ledas av en utsänd tjänsteman (chargé d’affaires). Ambassaden i Muskat lades ner 1993. Därefter var den svenska ambassadören i Saudiarabien åter sidoackrediterad i Muskat.

## Beskickningschefer
| Namn                    | Period    | Funktion                               | Sidoackreditering                                 | Placeringsort |
| ----------------------- | --------- | -------------------------------------- | ------------------------------------------------- | ------------- |
| Brynolf Eng             | 1957–1959 | Envoyé                                 | Sidoackrediterad från ambassaden i Kairo.         |               |
| Brynolf Eng             | 1959–1960 | Envoyé                                 |                                                   | Riyadh        |
| Gösta Brunnström        | 1960–1965 | Ambassadör                             | Sidoackrediterad från ambassaden i Beirut.        |               |
| Claës Ivar Wollin       | 1965–1969 | Ambassadör                             | Sidoackrediterad från ambassaden i Beirut.        | Jidda         |
| Vidar Hellners          | 1967–1970 | Ambassadråd och t.f. chargé d'affaires |                                                   | Jidda         |
| Åke Jonsson             | 1969–1974 | Ambassadör                             | Sidoackrediterad i Sanaa 1971–1974.               | Riyadh        |
| Karl-Vilhelm Wöhler     | 1970–1974 | Chargé d’affaires                      |                                                   | Jidda         |
| Bengt Rösiö             | 1974–1977 | Ambassadör                             | Sidoackrediterad i Abu Dhabi, Manama och Muskat.  | Jidda         |
| Carl-Gustaf Bielke      | 1977–1980 | Ambassadör                             | Sidoackrediterad i Muskat och Sanaa.              | Jidda         |
| Fredrik Bergenstråhle   | 1980–1984 | Ambassadör                             | Sidoackrediterad i Muskat och Sanaa.              | Jidda         |
| Frank Belfrage          | 1984–1987 | Ambassadör                             | Sidoackrediterad i Muskat och Sanaa.              | Riyadh        |
| Lennart Alvin           | 1987–1991 | Ambassadör                             | Sidoackrediterad i Muskat och Sanaa.              | Riyadh        |
| Steen Hohwü-Christensen | 1991–1996 | Ambassadör                             | Sidoackrediterad i Muskat och Sanaa.              | Riyadh        |
| Lave Johnsson           | 1996–2000 | Ambassadör                             |                                                   | Riyadh        |
| Anders Bengtcén         | 2000–2001 | Chargé d’affaires                      |                                                   | Riyadh        |
| Åke Karlsson            | 2001–2006 | Ambassadör                             |                                                   | Riyadh        |
| Jan Thesleff            | 2006–2011 | Ambassadör                             | Sidoackrediterad i Kuwait City, Muskat och Sanaa. | Riyadh        |
| Dag Juhlin-Dannfelt     | 2011–2016 | Ambassadör                             | Sidoackrediterad i Kuwait City, Muskat och Sanaa. | Riyadh        |
| Jan Knutsson            | 2016–2019 | Ambassadör                             | Sidoackrediterad i Kuwait City, Muskat och Sanaa. | Riyadh        |
| Niclas Trouvé           | 2019–2022 | Ambassadör                             | Sidoackrediterad i Kuwait City, Muskat och Sanaa. | Riyadh        |
| Petra Menander          | 2022–     | Ambassadör                             | Sidoackrediterad i Kuwait City, Muskat och Sanaa. | Riyadh        |